# Victor Sonnemans
Victor Jean Marie Sonnemans (ur. 25 października 1874 w Brukseli, zm. 3 października 1962 w Schaerbeek) – belgijski piłkarz wodny. Srebrny medalista olimpijski z Paryża (1900).
Wystartował na II Letnich Igrzyskach Olimpijskich w Paryżu w 1900 roku. Wziął udział w turnieju piłki wodnej. Belgia, reprezentowana przez brukselski klub Club de natation de Bruxelles zajęła drugie miejsce.